# Johan Adam Tingstadius
Johan Adam Tingstadius, född 8 juli 1748 i Lunda socken i Södermanlands län, död 10 december 1827 i Strängnäs, var en svensk biskop, orientalist, ledamot av Svenska Akademien 1794–1827 (stol nr 3). Den 21 maj 1805 blev Tingstadius hedersledamot av Kungliga Vitterhets Historie och Antikvitets Akademien.
Johan Adam Tingstadius var son till kyrkoherden Johan Tingstadius och Maria Elisabet Carlsten, och bror till läkaren Lars Christian Tingstadius. Han var en begåvning som barn och kunde skrivas in vid Uppsala universitet redan när han var tio år. Hans första lärare vid universitetet var Jakob Jonas Björnståhl. År 1763 försvarade han en avhandling om hebreiska språket, och tre år senare for han med sina bröder till Greifswald där han blev magister 1768. Hans karriär vid universitetet hemma i Uppsala gick snabbt uppåt då han återvände, och han utsågs till professor i österländska språk 1786, var universitetets rektor 1791 och 1800 samt från 1803 biskop i Strängnäs.
Inte bara för sitt skarpa intellekt var Tingstadius ansedd, utan likaså för sin personlighet. Gustav III var närvarande vid hans installation 1786, som handlade om den österländska poesins egenskaper. Tingstadius härledde vad vi numera kallar humanistiska ideal till den österländska poesin, då dess syfte var att känna människan, men i detta tal föregriper han även nyromantiken. Samma år översatte han hebreisk poesi till svenska, och utsågs av kungen till att ingå i Bibelkommissionen.
Tingstadius var beundrad för sitt poetiska läsning av Bibeln, men denna tolkning kritiserades även av bland andra Johan Olof Wallin och Samuel Ödmann. Han kallas ofta neologins främsta företrädare, och var i mycket påverkad av intellektuella strömningar i Tyskland. Ett av de mest bestående verk han utförde var kyrkans vigselritual. Han omnämns i flera biografier som tecknare men någon konstnärlig kvarlåtenskap är inte känd.
Tingstadius förblev ogift.

## Skrifter (urval)
- Föreläsningar i hebraiska språket (Stockholm, 1781)
- Inträdes-tal om österländska poësiens egenskaper ... vid kongl. academien i Upsala den 17 november 1786 (Uppsala, 1786)
- Inträdes-tal, hållet uti svenska academien ... (Stockholm, 1797)
- Strödda filologiska anmärkningar öfver svenska tolkningen utaf Matthei evangelium (Uppsala,  1803)
- Om åskledare ifrån kyrkor och torn (Stockholm, 1810)
- Strödde anmärkningar öfver tolkningen af några ställen i n. testamentets heliga skrifter (Strängnäs, 1812)
- Philologiske anmärkningar öfver strödda ställen i Gamla testamentets grundspråk: ett bihang till hebraiska lexica (Strengnäs, 1824)

## Översättningar
- Koranen från det arabiska språket (det var den första kända översättningen men den trycktes aldrig.)
- Salomos Israels konungs sede-språk [dvs. Ordspråksboken] (Uppsala, 1783)
- Debora segersång. Dom. b. V [dvs ur Domarboken] (Uppsala, 1785)
- Försök till öfversättningar af hebraiska skaldspråket, med strödda anmärkningar  (Stockholm, 1786)
- Israëls förlossning utur Egypten: strödde sånger af hebraiska skalder (Uppsala, 1790)
- Psaltaren: prof-öfversättning (Uppsala, 1791)
- Psaltaren : proföfversättning. Strengnäs. 1813. Libris cxj6c7cv9lb03kl0. https://gupea.ub.gu.se/2077/84461
- Höga visan: prof-öfversättning (Uppsala, 1792)
- Samling af de skaldestycken, hvilka i Gamla testamentets Historiska böcker finnas spridda, tillika med propheten Habacucs uppenbarelse: prof-öfversättning (Upsala, 1795) Fulltext
- Job: prof-översättning (Uppsala, 1797)
- Propheten Osea: proföfversättning [dvs. Hosea] (Upsala, 1798)
- Profeten Esaia: proföfversättning [dvs. Jesaia] (Uppsala, 1805)
- De tolf smärre skrifter af gamla testamentets propheter [dvs. Profetiska böckerna] (Strengnäs, 1813)
- Det nya testamentet, på kongl. maj:ts nådigsta befallning, af desz till swenska bibeltolkningens öfwerseende i nåde förordnade committerade utgifwet (Strängnäs, 1816)
- Klagsånger af propheten Jeremia: proföfversättning (Strängnäs, 1820)